# Guerre des os
La guerre des os (en anglais Bone Wars), parfois appelée la ruée vers l'os, est le nom donné à une période de chasse et aux intenses découvertes de fossiles, dans un contexte très concurrentiel qui s'est déroulée durant le Gilded Age de l'histoire américaine. Cette époque est marquée par la rivalité passionnée entre deux paléontologues américains : Edward Drinker Cope (de l'académie des sciences naturelles de Philadelphie) et Othniel Charles Marsh (du musée Peabody d'histoire naturelle de Yale). Ces deux savants ont usé de méthodes sournoises pour tenter de surpasser l'autre sur le terrain : ils ont eu recours à la corruption, au vol et à la destruction d'ossements. Ces scientifiques ont également cherché à ruiner la réputation de leur rival et à lui couper ses financements, en attaquant ses publications scientifiques.
Cette recherche de fossiles les a conduits vers l’Ouest américain, dans les riches gisements d’os du Colorado, du Nebraska et du Wyoming. De 1877 à 1892, les deux paléontologues ont utilisé leur richesse et leur influence pour financer leurs propres expéditions et pour se procurer des os de dinosaures ou des services auprès des chasseurs de fossiles.
À l'issue de la guerre des os, les deux hommes sont ruinés et discrédités socialement par leurs tentatives de se surpasser et de se déshonorer. Cependant, ils ont apporté d'importantes contributions scientifiques au domaine de la paléontologie et ont fourni un matériel substantiel pour leurs successeurs. Ils ont ainsi laissé derrière eux de nombreuses boîtes de fossiles non ouvertes après leur mort. Les efforts des deux hommes ont permis de découvrir et de décrire plus de 136 nouvelles espèces de dinosaures. Les produits de la guerre des os ont entraîné une augmentation des connaissances sur la faune préhistorique et ont suscité l'intérêt du public pour les dinosaures, conduisant à la poursuite des fouilles de fossiles en Amérique du Nord au cours des décennies suivantes. De nombreux livres historiques ont été écrits sur ce thème. Par ailleurs, des adaptations, plus ou moins fictionnelles, relatent cette période de chasse aux fossiles.

## Histoire

### Contexte
Edward Drinker Cope et Othniel Charles Marsh commencent leur relation de façon plutôt amicale. Ils se rencontrent à Berlin en 1864 et passent plusieurs jours ensemble. Ils érigent par ailleurs des espèces en l'honneur de l'un et de l'autre. Au fil du temps, leurs rapports commencent à se détériorer, en partie à cause de leurs fortes personnalités. Cope est connu pour être quelqu'un de pugnace et avec un caractère colérique, tandis que Marsh était plus taciturne, méthodique et introverti. Tous deux sont querelleurs et méfiants. Leurs différences s'étendent également au domaine scientifique, puisque Cope est un fervent partisan du néo-lamarckisme tandis que Marsh soutient la théorie de Charles Darwin sur l'évolution par sélection naturelle. Même dans le meilleur des cas, les deux hommes sont enclins à se mépriser subtilement. Comme le cite David Rains Wallace dans son ouvrage pulbiée en 1999 : « Le patricien Edward ne considérait peut-être pas Marsh comme un gentleman. L'universitaire Othniel considérait probablement Cope comme n'étant pas tout à fait un professionnel ».
Cope et Marsh sont issus de milieux sociaux très différents. Cope est né dans une famille Quaker riche et influente basée à Philadelphie. Son père aurait souhaité que Cope travaille comme agriculteur, mais il se distingue comme naturaliste. Membre de l'Académie des sciences naturelles en 1864, il devient professeur de zoologie au Haverford College et rejoint Ferdinand Hayden dans ses expéditions vers l'Ouest. A l'opposé, Marsh, a grandi dans une famille qui a connu des revers de fortunes à Lockport, dans l'État de New York. Il aurait connu la pauvreté sans la bienveillance de son oncle, le philanthrope George Peabody. Marsh persuade son oncle de lui construire le musée Peabody d'histoire naturelle, et de le placer à la tête de cet établissement. Grâce à l'héritage qu'il reçoit de son oncle en 1869, Marsh est financièrement à l'aise (même si, en partie à cause des opinions sévères de Peabody sur le mariage, Marsh restera célibataire toute sa vie).

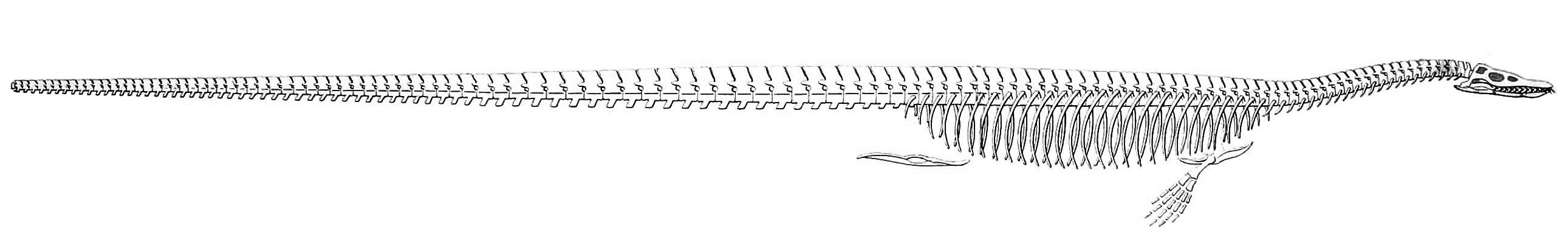
Reconstitution squelettique incorrecte par Cope d’Elasmosaurus, la tête étant placée du mauvais côté.

Les deux scientifiques ont eu une occasion de collaborer lors d'une expédition de collecte de fossiles dans les marnes appartenant à Cope, dans le New Jersey. En 1858, William Parker Foulke avait découvert à cet endroit le spécimen holotype d’Hadrosaurus foulkii, décrit par la suite par le paléontologue Joseph Leidy (avec qui Cope avait étudié l'anatomie comparée). Cette trouvaille est l'une des premières découvertes américaines de dinosaures, et les fosses sont à l'époque encore riches en fossiles. Bien que les deux rivaux se soient séparés à l'amiable, Marsh a secrètement soudoyé les exploitants de la mine pour qu'ils détournent, à son profit, les futures découvertes de fossiles, au lieu les remettre à Cope. Les deux hommes ont commencé à s’attaquer par journaux et des publications interposés, et leurs relations personnelles se sont par la suite détériorées. Marsh rabaisse Cope en soulignant sa reconstitution squelettique incorrecte du plésiosaure Elasmosaurus, la tête étant placée là où la queue aurait dû être (du moins c'est ce qu'il affirma 20 ans plus tard, Leidy ayant publié une correction peu après). Cope, à son tour, commence à collecter des os dans ce que Marsh considère comme son pré carré pour la chasse aux os au Kansas et au Wyoming, ce qui détériore encore davantage à leur relation,.

### Premières expéditions (1872-1877)
Dans les années 1870, l'attention de Cope et Marsh se tourne vers l'Ouest américain à la suite de la découverte d'importants fossiles. Utilisant son influence à Washington, D.C., Cope obtient un poste au sein de l'Institut d'études géologiques des États-Unis sous la direction du géologue Hayden. Même si cette fonction n'est pas rémunérée, elle offre une excellente opportunité de collecter des fossiles dans l'Ouest et de publier dans les journaux scientifiques. Le talent de Cope pour l'écriture dramatique séduit Hayden, qui a besoin de faire bonne impression dans les rapports d'enquête officiels. En juin 1872, Cope lance sa première expédition : il a l'intention d'observer par lui-même les lits à ossements datant de l'Éocène du Wyoming. Cela provoque une rupture entre Cope, Hayden et Leidy. Leidy apprécie de recevoir de nombreux fossiles de la collection d'Hayden jusqu'à ce que Cope rejoigne l'équipe du géologue, et qu'il commence à chercher des fossiles sur le territoire d'étude de Leidy. Hayden tente de calmer les choses avec Leidy, en lui écrivant une lettre :

« Je lui ai demandé de ne pas aller sur ce terrain, car vous y alliez. Il a ri à l'idée d'être limité à une localité et a dit qu'il avait l'intention d'y aller, que je l'aide ou non. Je tenais à m'assurer la coopération d'un tel travailleur pour honorer mon corps. Je ne pouvais pas être responsable du domaine qu'il choisissait dans la mesure où je ne lui versais aucun salaire et que je prenais en charge une partie de ses dépenses. Vous comprendrez donc que s'il n'est pas agréable de travailler en concurrence avec d'autres, c'est presque une nécessité. Vous pouvez vous montrer compréhensif. »

— Ferdinand Vandeveer Hayden
Cope emmène sa famille avec lui jusqu'à Denver, tandis qu'Hayden tente d'empêcher Cope et Leidy de prospecter dans la même région. Sur un conseil du géologue Fielding Bradford Meek (en), Cope a également l'intention d'enquêter près de la gare de Black Buttes et du chemin de fer. Cope trouve le site et quelques restes squelettiques d'un dinosaure qu'il nomme Agathaumas sylvestris. Croyant avoir le plein soutien d'Hayden, Cope s'est ensuite rendu à Fort Bridger en juin[Quand ?], pour découvrir que les hommes, les chariots, les chevaux et l'équipement qu'il attendait n'étaient point là. Cope bricole à ses frais une équipe composée de deux équipiers, d'un cuisinier et d'un guide, avec trois hommes de Chicago qui souhaitent étudier la paléontologie avec lui. Il s'avérera que deux des hommes de Cope sont en fait à la solde de son rival Marsh. Lorsque le paléontologue rival a découvert que ses propres hommes prenaient l'argent de Cope, il était furieux. Alors que les hommes essayaient d'assurer à Marsh qu'ils étaient toujours ses hommes (l'un d'eux ayant suggéré qu'il avait accepté le poste afin d'éloigner Cope des bons fossiles), la paresse de Marsh à solliciter des accords et des paiements fermes les a peut-être poussés à chercher un autre travai[Ce passage est incohérent]l. Le voyage de Cope conduit son expédition à travers un pays accidenté que seul Hayden avait étudié, jusqu'ici et il découvre des dizaines de nouvelles espèces. Pendant ce temps, l'un des prospecteurs embauchés par Marsh a accidentellement transmis une partie de ses découvertes à Cope. Après avoir reçu les fossiles, Cope les a renvoyés à Marsh, mais leurs rapports n'en deviendront que plus mauvais.

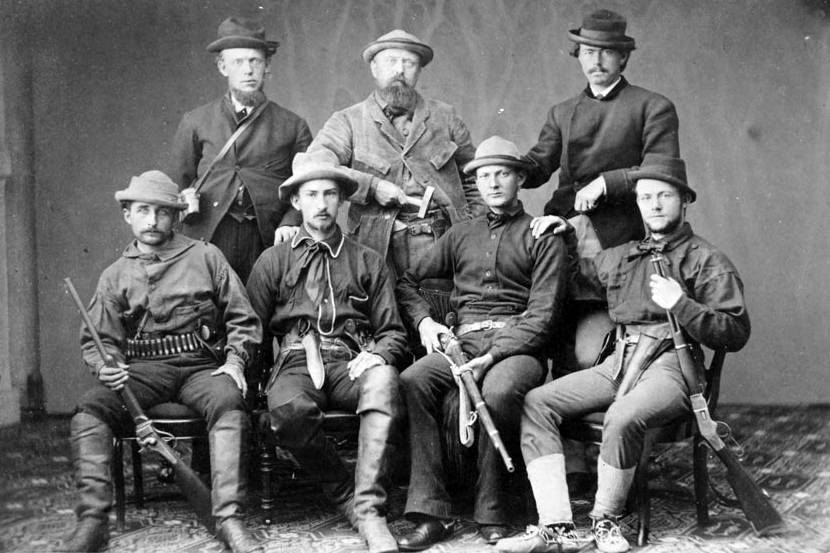
Marsh (présent dans la rangée arrière et au centre), entouré d'assistants armés pour son expédition de 1872. Marsh passait lui-même peu de temps sur le terrain, déléguant généralement ces tâches à ses agents.

Toute prétention de cordialité entre Cope et Marsh prend fin en 1872. Au printemps 1873, c'est la guerre ouverte entre les deux rivaux . Leidy, Cope et Marsh font simultanément d'importantes découvertes d'anciens reptiles et mammifères dans les lits à ossements de l'Ouest. Les paléontologues de cette époque ont l'habitude d'envoyer de courts télégrammes vers l'Est décrivant succinctement leurs trouvailles. Ils ne publient des comptes rendus complets qu'au retour de leurs voyages. Parmi les nouveaux spécimens décrits par ces trois chercheurs figurent Uintatherium, Coryphodon (décrit par Cope sous le nom de Loxolophodon), Eobasileus, Uintatherium (décrit par Marsh comme Dinoceras puis Tinoceras). Le problème est que bon nombre de ces découvertes ne sont pas particulièrement différentes les unes des autres. Cope et Marsh savent pertinemment que certains des fossiles qu'ils collectent ont déjà été trouvés et décrits par d'autres chercheurs. Il s’est avéré que bon nombre des noms de Marsh étaient valides, alors qu’aucun de ceux proposée par Cope ne l’était. Marsh a également placé la nouvelle espèce[Laquelle ?] dans un nouvel ordre de mammifères, appelée Cinocerea[Quoi ?]. Cope est humilié et impuissant à arrêter les changements de son rival. Au lieu de cela, il publie une vaste étude analytique dans laquelle il propose un nouveau plan de classification pour les mammifères de l'Éocène où il écarte les genres de Marsh en faveur des siens. Marsh est resté ferme et continue d'affirmer que tous les noms donnés par Cope pour les Dinocerata sont incorrects.

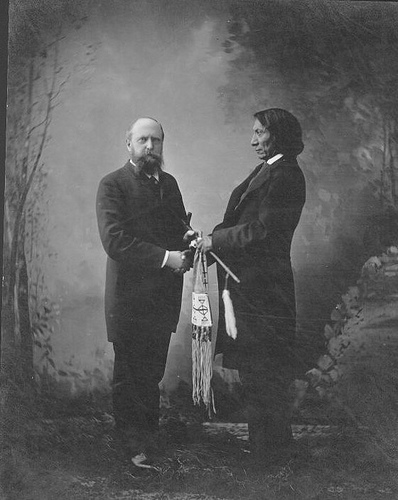
Marsh et le chef Lakota Red Cloud à New Haven, au Connecticut, en 1880.

Tandis que les scientifiques se disputent sur les classifications et la nomenclature, ils retournent également vers l’Ouest pour chercher davantage de fossiles. Marsh fait sa dernière expédition soutenue par Yale en 1873, accompagné d'un grand groupe de treize étudiants, protégés par l'armée qui veut faire une démonstration de force face à la tribu Sioux. En raison des inquiétudes suscitées [Pour qui ?] par ses expéditions les plus somptueuses et les plus coûteuses des années passées, Marsh demande aux étudiants de payer leur propre voyage. Cette expédition ne coûte à Yale que 1 857,50 $, bien moins que les 15 000 $ (plus de 200 000 $ en moderne[Quoi ?]) que Marsh a réclamés pour la précédente expédition. Cette excursion s'avére être la dernière de Marsh : pour le reste de la guerre des os, Marsh préférera faire appel aux services de collecteurs locaux. Même s'il dispose déjà de suffisamment d'ossement pour mener des études pendant plusieurs années, l'appétit du scientifique pour compléter sa collection ne tarit pas. Cope est encore plus fécond dans ses efforts pour collecter des ossements cette saison-là qu'en 1872, même si le penchant de Marsh pour cultiver ses propres collecteurs[pas clair]  fait qu'à Fort Bridger, son rival est persona non grata. Lassé de travailler sous les ordres Hayden, Cope trouve un emploi rémunéré au sein du Corps du génie de l'armée des États-Unis, mais est limité par cette association avec l'armée fédérale. Tandis que Cope doit participer aux enquêtes que lui assigne l'armée, Marsh peut collecter des fossiles où bon lui semble.
L'attention des deux scientifiques se tourne vers le territoire du Dakota au milieu des années 1870. La découverte d'or dans les Black Hills a accru les tensions entre les Amérindiens et les États-Unis. Marsh, désireux de découvrir des fossiles dans cette région, se retrouve mêlé à la diplomatie entre l'armée et les tribus indiennes. Afin d'obtenir le soutien de Red Cloud, chef des Sioux pour ses prospections, Marsh promet à Red Cloud de payer les fossiles collectés et de défendre la cause indienne à Washington, D.C. à son retour. Finalement, Marsh se glisse hors du camp et, selon ses propres récits (peut-être romancés), il réussit à amasser des charrettes de fossiles et à partir juste avant l'arrivée d'un groupe hostile de Miniconjous. Marsh fait cependant pression sur le département l'Intérieur et le président Ulysses S. Grant pour défendre le point de vue de Red Cloud. Cependant, la véritable motivation de Marsh pourrait être de se faire un nom au détriment de l'administration Grant, devenue impopulaire à cette époque. En 1875, Cope et Marsh interrompent leurs collectes. Ils ont des difficultés financières et ont besoin de cataloguer leurs découvertes en retard, mais de nouvelles découvertes les ramèneront à l'Ouest avant la fin de la décennie.

### Découvertes de Como Bluff (1877-1892)
En 1877, Marsh reçoit une lettre d'Arthur Lakes (en), instituteur à Golden, dans le Colorado. Lakes lui rapporte que lors d'une randonnée dans les montagnes près de la ville de Morrison, avec son ami H. C. Beckwith, il a découvert des os massifs incrustés dans la roche. Il indique, en outre, que les os sont « apparemment une vertèbre et un humérus d'un gigantesque saurien ». En attendant la réponse de Marsh, Lakes déterre d'autres ossements « colossaux » et les envoie à New Haven. Comme Marsh tarde à réagir, Lakes envoie également une cargaison de fossiles à Cope.

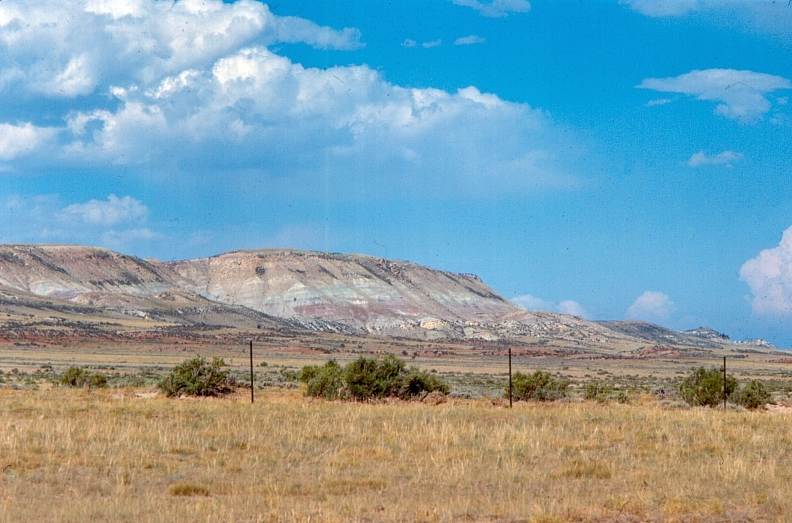
La formation de Morrison, située dans le Como Bluff, au Wyoming.

Lorsque Marsh répond à Lakes, il paye 100 $ au prospecteur, l'exhortant à garder ses découvertes secrètes. Apprenant que Lakes a correspondu avec Cope, Marsh envoie son collecteur de terrain Benjamin Franklin Mudge à Morrison pour s'adjoindre les services de Lakes. Marsh publie rapidement une description des découvertes de Lakes dans l’American Journal of Science du 1er juillet 1877. Avant que Cope ne publie sa propre interprétation des découvertes, Lakes lui écrit que les ossements qu'il lui a fait parvenir doivent être expédiés à Marsh. Cope se sent dès lors insulté.
Une deuxième lettre arrive de l'Ouest, adressée, cette fois-ci, à Cope. L'écrivain O. W. Lucas est un naturaliste qui collecte des plantes près de Cañon City, dans le Colorado. Il découvre fortuitement un assortiment d'ossements fossiles. Après avoir reçu des échantillons de Lucas, Cope en conclut que les dinosaures de Cañon City sont de grands herbivores. Il note avec joie que l'un des spécimens découverts est plus grand que tous les autres fossiles décrits précédemment, y compris lors de la découverte de Lakes,.
Ayant entendu parler des découvertes de Lucas, Marsh ordonne à son homme de main Mudge et à un ancien élève, Samuel Wendell Williston, d'ouvrir une carrière en son nom près de Cañon City. Malheureusement Marsh apprend de Williston que Lucas collecte les plus beaux ossements pour le compte de Cope et qu'il refuse de venir travailler pour lui. Marsh ordonne à Williston de retourner à Morrison, où la petite carrière de Marsh s'est effondrée et a failli tuer ses assistants. Ce revers a tari l'approvisionnement en os de Marsh en provenance de l'Ouest, jusqu'à la réception d'une troisième lettre.

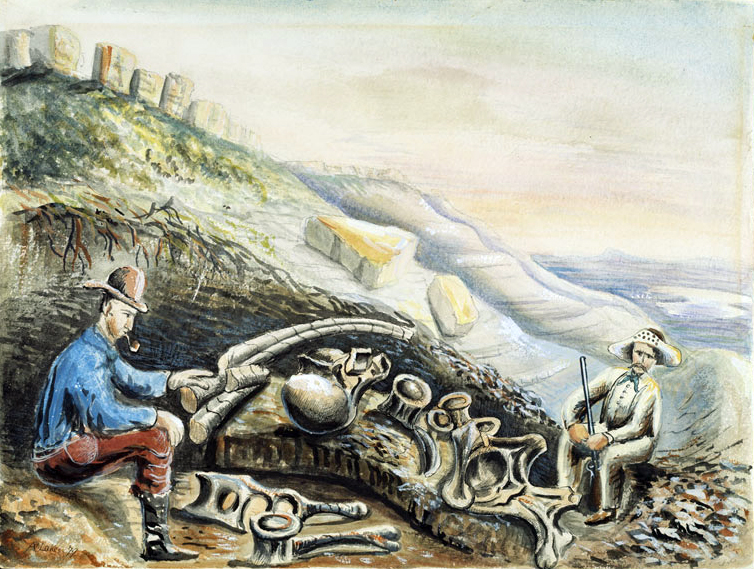
Croquis d'Arthur Lakes des membres de l'expédition William H. Reed (à gauche) et Edward Kennedy à Como Bluff.

Au moment des découvertes de Lakes, le premier chemin de fer transcontinental est en construction dans une région reculée du Wyoming. La lettre reçue par Marsh provient de deux hommes s'identifiant comme Harlow et Edwards, ouvriers de l'Union Pacific Railroad. Leurs véritables noms sont William Harlow Reed (en) et William Edwards Carlin. Les deux hommes affirment avoir trouvé un grand nombre de fossiles à Como Bluff (en) et avertissent leur commanditaire que d'autres personnes parcourent la région « à la recherche de telles choses ». Marsh interprète cette information comme quoi son rival Cope est déjà sur les rangs. Williston, qui vient d'arriver au Kansas après l'effondrement de la mine Morrison, est rapidement envoyé à Como Bluff par Marsh. Il envoie un message confirmant la grande quantité d'ossements et la présence d'hommes à la solde de Cope qui l'espionnent dans la zone.
Soucieux de ne pas répéter la même erreur que celle qu'il a commis avec Lakes, Marsh envoie rapidement de l'argent aux deux nouveaux chasseurs de fossiles et les exhorte à envoyer leurs prochaines découvertes. Williston conclut un accord préliminaire avec Carlin et Reed (qui n'ont pas pu encaisser le chèque de Marsh, ces derniers étant alors connu sous leurs pseudonymes), mais Carlin décide qu'il se rendra à New Haven pour traiter directement avec Marsh. Marsh rédige un contrat prévoyant des frais mensuels fixes, avec des bonus possibles pour Carlin et Reed, selon l'importance des découvertes. Marsh se réserve également le droit d'envoyer ses propres « surintendants » pour superviser les fouilles si nécessaire et conseille à ses hommes d'essayer de garder Cope hors de la région. Malgré une réunion en face-à-face, Carlin n'a pas réussi à négocier de meilleures conditions avec Marsh. Le paléontologue fait appel aux services de Carlin et Reed, ceux-ci éprouvent du ressentiment car ils estiment que Marsh les a intimidés pour leur faire accepter cet accord. L'investissement de Marsh dans la région de Como Bluff produit rapidement d'importants résultats. Tandis que les collecteurs de Marsh se dirigent vers l'est pour l'hiver, Reed expédie des wagons remplis d'ossements par chemin de fer à Marsh tout au long de l'année 1877. Marsh décrit et nomme des dinosaures tels que Stegosaurus, Allosaurus et Apatosaurus dans le numéro de décembre 1877 de l’American Journal of Science.
Malgré les précautions prises par Marsh pour ne pas alerter son rival, la nouvelle des découvertes de Como Bluff s'est rapidement répandue, au moins en partie du fait que Carlin et Reed ont propagé la rumeur. Ils ont divulgué cette information au Laramie Daily Sentinel, qui publie un article sur les découvertes en 1788, dans lequel ils surestiment le prix que Marsh a payé pour les fossiles, peut-être avec l'intention de faire grimper les enchères. Marsh, tentant de dissimuler la fuite, apprit de Williston que Carlin et Reed avaient reçu la visite d'un homme travaillant apparemment pour Cope du nom de « Haines ». Après avoir appris les découvertes de Como Bluff, Cope envoie des « voleurs de dinosaures » dans la région pour tenter de dérober des fossiles sans que Marsh ne s'en rende compte. Au cours de l'hiver 1878, Carlin est mécontent car son commanditaire ne le paie pas régulièrement, si bien qu'il commence à travailler pour Cope.
Cope et Marsh financent chaque été des expéditions dans l'Ouest sur leurs deniers propres. Ils passent ensuite l'hiver à publier leurs découvertes. De petites armées de chasseurs de fossiles leur envoient des cargaisons entières de fossiles, dans des chariots tirés par des mulets ou à bord de trains. Les fouilles durent quinze ans, de 1877 à 1892. Les collecteurs de Cope et de Marsh souffrent de difficultés liées aux conditions météorologiques, et subissent des sabotages et des obstructions de la part des collecteurs employés par d'autres scientifiques. Reed est exclu de la gare de Como Bluff par Carlin et se trouve forcé de transporter les ossements sur la falaise[Laquelle ?] et de reconditionner ses spécimens dans des caisses sur le quai de la gare par un froid glacial. Cope ordonne à Carlin d'ouvrir sa propre carrière à Como Bluff, tandis que Marsh envoie Reed espionner son ancien ami. Alors que la carrière no 4 de Reed se tarit, Marsh ordonne à Reed d'éliminer les fragments d'os des autres carrières. Reed rapporte qu'il a détruit tous les os restants pour les éloigner de Cope. Craignant que des étrangers n'empiètent sur les carrières de Reed, Marsh envoie Lakes à Como Bluff pour aider aux fouilles, et en juin 1879 il rend visite à Como Bluff lui-même. Cope visite également ses propres carrières en août. Bien que les hommes de Marsh aient continué à ouvrir de nouvelles carrières et à découvrir davantage de fossiles, les relations entre Lakes et Reed se détériorent, chacun offrant sa démission en août. Marsh tente d'apaiser les deux hommes en les envoyant chacun aux extrémités opposées des carrières, mais après avoir été contraint d'abandonner une carrière d'os dans une tempête de neige glaciale, Lakes présente sa démission et retourne à l'enseignement en 1880. Le départ de Lakes n'apaise pas les tensions entre les hommes de Marsh, le remplaçant de Lake, un cheminot nommé Kennedy, estime qu'il n'était pas obligé de se présenter à Reed, et les combats entre les deux poussent les autres travailleurs de Marsh à démissionner. Marsh essaye de séparer Kennedy et Reed et envoie le frère de Williston, Frank, à Como Bluff dans le but de maintenir la paix. Frank Williston finit par quitter l'emploi de Marsh et s'installer chez Carlin. Les propres fouilles de Cope à Como Bluff commencent à faiblir et les remplaçants de Carlin quittent rapidement et définitivement leur travail.

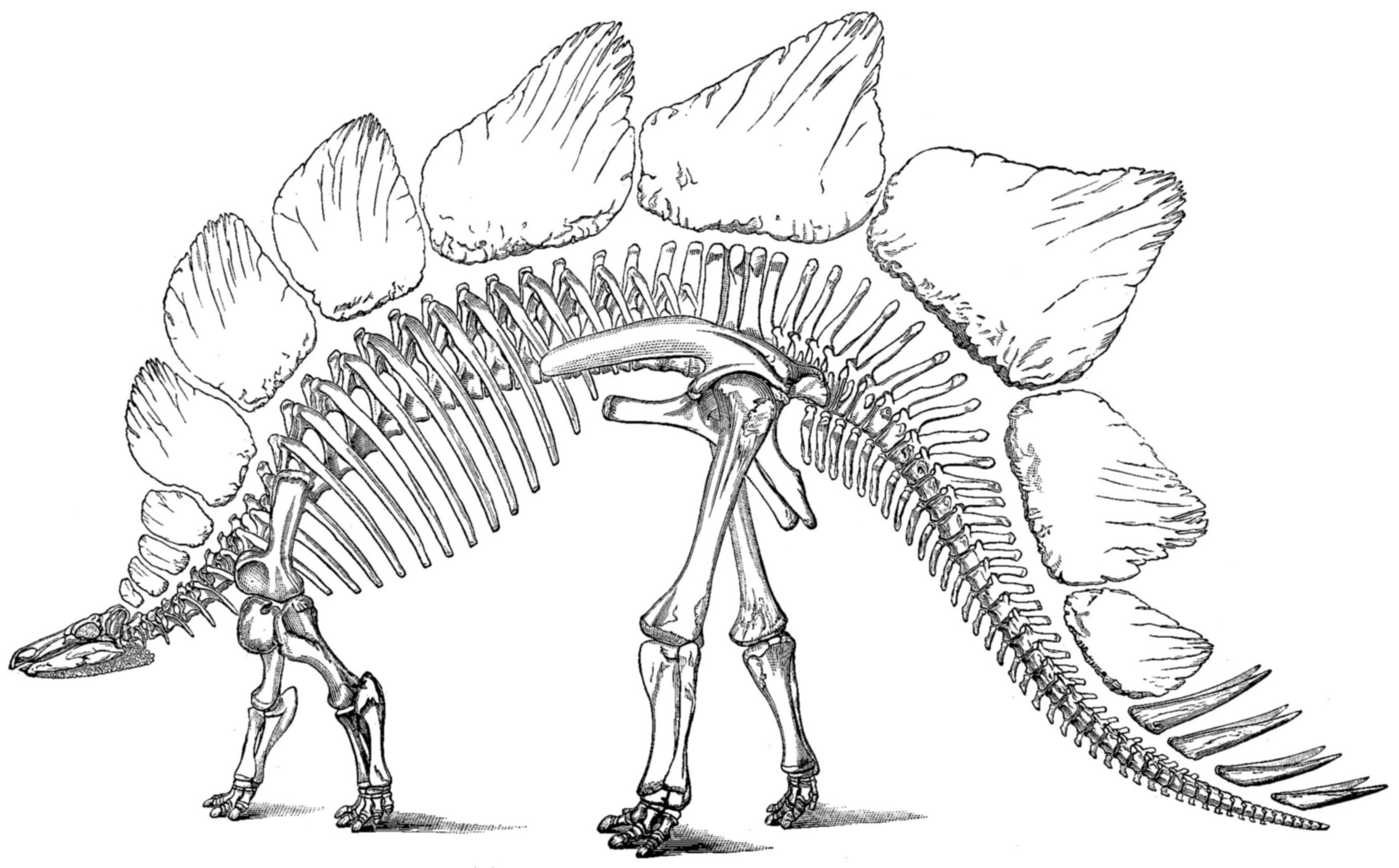
Illustration par Marsh en 1896 d'un Stegosaurus, un dinosaure qu'il a décrit et nommé en 1877.

Au fur et à mesure que les années 1880 avancent, les hommes de Cope et de Marsh sont confrontés à une forte concurrence, l'un vis à vis de l'autre, mais aussi de la part de tiers intéressés par le sujet. Le professeur Alexander Emanuel Agassiz de Harvard envoie ainsi ses propres représentants dans l'Ouest, tandis que Carlin et Frank Williston créent une société pour vendre des fossiles au plus offrant. Reed démissionne et devient berger de moutons en 1884, et les carrières de Marsh à Como Bluff produisent peu de fossiles après son départ. Malgré ces revers, Marsh a plus de carrières opérationnelles que Cope à cette époque. Cope, qui, au début des années 1880, possède plus d'os que ne peut en accueillir une seule maison, prend alors du retard dans la course aux dinosaures.
Les découvertes de Cope et Marsh sont accompagnées d'accusations d'espionnage, de vol d'ouvriers et de fossiles ainsi que de corruption. Les deux hommes sont si possessifs qu'ils détruisent les fossiles plus petits ou endommagés, afin de les empêcher de tomber entre les mains de leur rival, ou comblent leurs fouilles avec de la terre et des roches. Ainsi, alors qu'il inspecte les carrières de Como Bluff en 1879, Marsh examine les découvertes récentes et en marque plusieurs pour destruction. À une occasion, les équipes rivales de scientifiques vont jusqu'à s'affronter en se jetant des pierres.

### Conflits personnels et années ultérieures
Tandis que Cope et Marsh se disputent des fossiles dans l'Ouest américain, ils font également de leur mieux pour saper mutuellement leur crédibilité. Humilié par sa méprise lors de la reconstitution du squelette plésiosaure Elasmosaurus, Cope tente de dissimuler son erreur en achetant tous les exemplaires qu'il peut trouver du journal dans lequel son article est publié. Marsh, au contraire, s'attache à rendre l'anecdote célèbre. Cope étant un auteur prolifique, Marsh n'a aucune difficulté à trouver des erreurs occasionnelles dans les articles de son concurrent et à le fustiger. De son côté, Marsh n'est pas infaillible, il a ainsi placé le crâne d'un Brachiosaurus sur un squelette de Brontosaurus,.
À la fin des années 1880, l'intérêt du public pour les conflits entre Cope et Marsh s'estompe. Grâce à John Wesley Powell, chef de l'Institut d'études géologiques des États-Unis, et aux contacts de Marsh avec les notables de Washington, Marsh est placé à la tête de l'enquête gouvernementale consolidée et est heureux d'être à l'écart des projecteurs des médias à sensation. Cope est dans une situation moins enviable : il a dépensé la majeure partie de son argent pour acheter The American Naturalist, et a du mal à trouver un emploi à cause des soutiens de son adversaire dans le monde académique et à son propre tempérament,.
Cope commence à investir dans des mines d’or et d’argent dans l'Ouest et brave les moustiques du paludisme et les intempéries pour rechercher lui-même des fossiles. En raison des revers de fortune dans ses investissements miniers et du manque de soutien du gouvernement fédéral, il ne lui reste bientôt plus que sa collection de fossiles comme atout important. Marsh, quant à lui, s'est aliéné ses plus fidèles assistants, dont Williston.
L'occasion pour Cope d'exploiter les points faibles de Marsh se présentent en 1884, lorsque le Congrès commence à enquêter sur les travaux de l'enquête géologique consolidée. Cope s'est lié d'amitié avec Henry Fairfield Osborn, alors professeur d'anatomie à l'université de Princeton. Osborn ressemble à Marsh à bien des égards, lent et méthodique, mais s'avère avoir une influence néfaste sur Marsh. Cope recherche alors des travailleurs mécontents prêts à parler contre Powell et le Survey. Pour le moment, Powell et Marsh ont réussi à réfuter les accusations de Cope, et ses allégations n'ont pas été diffusées dans la grande presse. Osborn semble réticent à intensifier sa campagne de dénigrement contre Marsh, alors Cope se tourne vers un autre allié dont il avait parlé à Osborn : un « journaliste de New York » nommé William Hosea Ballou,. Malgré les échecs rencontrés lors de sa tentative d'évincer Marsh de sa présidence de l'Académie nationale des sciences, Cope reçoit une grande aide financière après que l'université de Pennsylvanie lui ait proposé un poste d'enseignant.
La chance de Cope de porter un coup critique à Marsh apparait peu de temps après. Au fil des années, Cope tient un journal détaillé des erreurs et des méfaits commis par Marsh et Powell ; les erreurs des hommes étaient mises par écrit et stockées dans le tiroir du bas du bureau de Cope. Ballou planifie la première série d'articles, dans ce qui allait devenir une série de débats dans les journaux entre Marsh, Powell et Cope. Alors que la communauté scientifique connaissait depuis longtemps la rivalité entre Marsh et Cope, le public prend conscience de la conduite scandaleuse des deux hommes lorsque le New York Herald publié un article intitulé « Scientists Wage Bitter Warfare », qui veut littéralement dire « Les scientifiques qui mènent une guerre acharnée ». Selon l’auteure Elizabeth Noble Shor, la communauté scientifique était galvanisée :

« La plupart des scientifiques de l'époque ont reculé en constatant que la querelle entre Cope et Marsh avait fait la une des journaux. Les plus proches des domaines scientifiques en discussion, la géologie et la paléontologie des vertébrés, ont certainement fait la grimace, d'autant plus qu'ils se sont retrouvés cités, mentionnés ou mal orthographiés. Cette querelle n’était pas nouvelle pour eux, car elle se cachait dans leurs réunions scientifiques depuis deux décennies. La plupart d’entre eux avaient déjà pris parti. »

— Elizabeth Noble Shor, The Fossil Feud Between E. D. Cope and O. C. Marsh, 1974.
Dans les articles de journaux, Cope attaque Marsh pour plagiat et mauvaise gestion financière, et Powell pour ses erreurs de classification géologique et sa mauvaise utilisation des fonds alloués par le gouvernement. Marsh et Powell ont chacun pu publier leur propre version de l'histoire, déposant leurs propres accusations contre Cope.
Les articles de Ballou sont mal documentés, et mal rédigés, et Cope lui-même est attaqué dans un article de The Philadelphia Inquirer qui allègue que les administrateurs de l'université de Pennsylvanie auraient demandé à Cope de démissionner, à moins qu'il ne fournisse la preuve de ses accusations contre Marsh et Powell. Marsh lui-même maintenu l'histoire du Herald vivante avec une réfutation enflammée,[pas clair] mais à la fin du mois de janvier, l'histoire a disparu de tous les journaux et peu de changements entre les rivaux acharnés[incompréhensible].
Aucune audience du Congrès n'est convoquée pour enquêter sur la mauvaise allocation des fonds par Powell, et ni Cope ni Marsh ne sont tenus responsables d'aucune de leurs erreurs, mais certaines des accusations de Ballou contre Marsh ont fini par être attribuées à l'Institut. Face au sentiment opposé à l'Institut enflammé par la sécheresse dans l'Ouest et aux inquiétudes concernant les reprises de fermes abandonnées dans l'Ouest, Powell s'est retrouvé dans l'objet d'un examen plus approfondi devant le comité des crédits.Face au sentiment opposé à l'Institut enflammé par la sécheresse dans l'Ouest et aux inquiétudes concernant les reprises de fermes abandonnées dans l'Ouest, Powell s'est retrouvé dans l'objet d'un examen plus approfondi devant le comité des crédits.[incompréhensible] Galvanisé à l'action par l'extravagance perçue de Marsh avec les fonds de l'Enquête[Quoi ?], le comité des crédits exige que le budget de l'Institut soit détaillé. Lorsque ses financements sont supprimés en 1892, Powell envoie un télégramme laconique à Marsh exigeant sa démission, une offense personnelle autant que financière. Dans le même temps, de nombreux alliés de Marsh prennent leur retraite ou étaient morts, diminuant ainsi sa crédibilité scientifique. Alors que le style de vie extravagant de Marsh le rattrape, Cope reçoit un poste au Texas Geological Survey. Cope, encore sous le choc des attaques personnelles qui lui ont été adressées lors de l'affaire du Herald, n'a pas profité du changement de fortune pour insister sur ses attaques personnelles[incompréhensible]. La situation de Cope continue de s'améliorer tout au long du début des années 1890, lorsqu'il est promu au poste de professeur de zoologie de Leidy et élu président de l'Association américaine pour l'avancement des sciences la même année où Marsh a démissionne de ses fonctions de chef de l'Académie des sciences. Vers la fin de la décennie, la fortune de Cope commence à se détériorer une fois de plus alors que Marsh retrouve une partie de sa notoriété, remportant la médaille Cuvier[Quoi ?], la plus haute distinction paléontologique.
La rivalité entre Cope et Marsh perdure jusqu'à la mort de Cope en 1897, date à laquelle les deux hommes sont tous deux ruinés. Cope souffre d'une maladie débilittante[Quoi ?] au cours de ses dernières années et a dû vendre une partie de sa collection de fossiles et louer une de ses maisons pour joindre les deux bouts. Marsh doit à son tour hypothéquer sa résidence et demander à Yale un salaire pour vivre. La rivalité entre les deux est restée forte même si elle devient de plus en plus lassé[incompréhensible]. Cope lance un dernier défi avant sa mort. Il fait don de son crâne à la science afin que son cerveau puisse être mesuré, en espérant que son cerveau serait plus gros que celui de son adversaire. A cette époque, la taille du cerveau est considérée comme proportionnelle à l’intelligence. Marsh n'a jamais accepté le défi et le crâne de Cope serait toujours conservé à l'Université de Pennsylvanie, quoi que cette allégation soit contestée : l'université a déclaré qu'elle pensait que le vrai crâne a été perdu dans les années 1970, bien que Robert Bakker ait déclaré que des fractures capillaires sur le crâne et les rapports du coroner confirment l'authenticité du crâne.

## Retombées du conflit

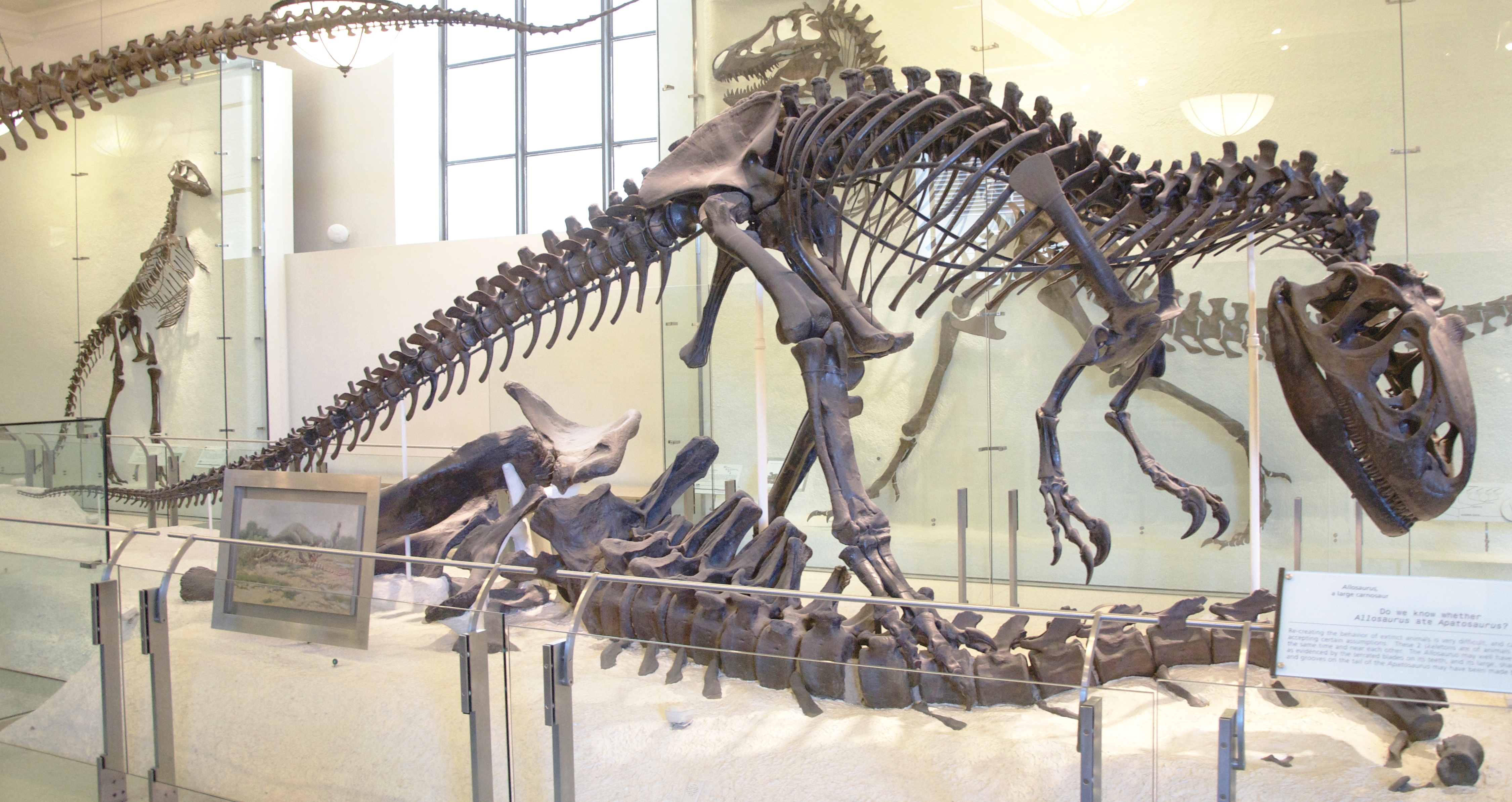
Squelette presque complet d’Allosaurus (AMNH 5753), découvert par les équipes de Cope à Como Bluff en 1879. Cette découverte n'a été présentée au public qu'après la mort de Cope.

À en juger par les vrais chiffres, Marsh a « gagné » la guerre des os. Les deux chercheurs ont fait des découvertes d’une immense valeur scientifique, mais alors que Cope a décrit un total de 56 nouvelles espèces de dinosaures, Marsh en a décrit 80,. Dans les dernières étapes de la guerre des os, Marsh a plus d'hommes et d'argent à sa disposition que Cope. Cope a également davantage de centres d'intérêt que Marsh dont les recherches ne portent presque exclusivement sur les reptiles et les mammifères fossiles.
Plusieurs des découvertes de Cope et de Marsh comptent parmi les dinosaures les plus connus du grand public, englobant des espèces de Triceratops, d’Allosaurus, de Diplodocus, de Stegosaurus, de Camarasaurus et de Coelophysis. Leurs découvertes cumulatives ont défini le domaine alors naissant de la paléontologie. Seules neuf espèces de dinosaures étaient connues en Amérique du Nord avant les travaux effectuées par Cope et Marsh. Certaines de leurs idées – comme l’argument de Marsh selon lequel les oiseaux descendent des dinosaures – ont été confirmées, par la suite, tandis que d’autres sont considérées comme n'ayant peu, voire aucun mérite scientifique. La guerre des os a également conduit à la découverte des premiers squelettes complets et à la popularité croissante des dinosaures auprès du grand public. Le paléontologue Robert Bakker déclare en 1992 :

« Les dinosaures venant de Como Bluff n'ont pas seulement rempli les musées, ils ont rempli les articles de magazines, les manuels scolaires, ils ont rempli l'esprit des gens. »

— Robert Bakker, The Dinosaurs! (en), 1992, épisode 1 : The Monsters Emerge.
Malgré les avancées réalisées, la guerre des os a également eu un effet négatif non seulement sur les deux scientifiques mais aussi sur leurs pairs et sur l’ensemble du domaine. L'animosité publique entre Cope et Marsh a nui à la réputation de la paléontologie américaine en Europe pendant plusieurs décennies[Selon qui ?]. En outre, l'utilisation de dynamite et le sabotage par les employés des deux hommes pourraient avoir endommagé des restes fossiles, bien que des fouilles ultérieures aient suggéré que certains des dégâts rapportés ont été exagérés afin de dissuader la concurrence. Joseph Leidy abandonne ses fouilles plus méthodiques dans l'Ouest américain, réalisant qu'il ne peut pas suivre la recherche incessante d'ossements de Cope et Marsh. Leidy était également lassé des querelles constantes entre les deux hommes, avec pour résultat que son retrait du terrain a marginalisé son propre héritage. Après la mort de Leidy, Osborn n'a trouvé aucune mention de cet homme dans les travaux des deux rivaux. Dans leur hâte de se surpasser, Cope et Marsh ont rassemblé au hasard les os de leurs propres découvertes. Leurs descriptions de nouvelles espèces, basées sur leur reconstitutions, ont conduit à des confusions et à des idées fausses qui ont perduré plusieurs décennies après leur mort.

## Culture populaire

### Littérature
- En plus d'être au centre de livres historiques et paléontologiques, la guerre des os fait l'objet du roman graphique de Jim Ottaviani, intitulée Bone Sharps, Cowboys, and Thunder Lizards: A Tale of Edward Drinker Cope, Othniel Charles Marsh, and the Gilded Age of Paleontology (en), publié en 2005. Ce roman est une fiction historique, dans la mesure où Ottaviani présente le personnage de Charles R. Knight à Cope à des fins d'intrigue, et où d'autres événements ont été restructurés[81].
- Le roman pour jeunes adultes de Kenneth Oppel, Every Hidden Thing, publié en 2016, met en scène les enfants fictifs de deux scientifiques basés sur Cope et Marsh, alors qu'ils vivent leur propre aventure proche du style de Roméo et Juliette, mais se déroulant lors de la guerre des os[Selon qui ?].
- Le roman de Michael Crichton intitulée Dent de dinosaure (Dragon Teeth), publié à titre posthume en 2017, aborde la guerre des os à travers les expériences d'un personnage fictif, du nom de William Johnson, qui devient l'apprenti de Marsh et de Cope, faisant sa propre découverte historique[82].

### Télévision
- La guerre des os est l'une des histoires racontées dans le 1er épisode de la 3e saison intitulé  « New Jersey » de la série Drunk History de Comedy Central. Cope est interprété par Tony Hale et Marsh par Christopher Meloni, avec Mark Proksch (en) comme un narrateur ivre[83].
- La guerre des os est mentionnée par le détective William Murdoch dans le troisième épisode de la deuxième saison de la série télévisée Les Enquêtes de Murdoch (The Murdoch Mysteries), intitulé Dans la gueule du dinosaure (Dinosaur fever)[84][Information douteuse].

### Projet d'adaptation cinématographique
En avril 2013, HBO annonce vouloir adapter l'histoire de la guerre des os au cinéma avec comme acteurs principaux Steve Carell et James Gandolfini qui devraient camper respectivement les rôles de Cope et de Marsh. Cependant, la mort imprévue de Gandolfini met le projet d'adaptation en pause, sans qu'aucun avancement ne soit annoncé.

### Jeu de société
En 2023, l'éditeur de jeux Games Brewer sort le jeu de Wim Goosens et Laura Bevon Bone Wars qui simule la compétition entre les deux paléontologues.

### Citations originales
1. ↑  « I asked him not to go into that field, that you were going there. He laughed at the idea of being restricted to any locality and said he intended to go whether I aided him or not. I was anxious to secure the cooperation of such a worker as an honor to my corps. I could not be responsible for the field he selected in as much as I pay him no salary and a portion of his expenses. You will see therefore that while it is not a pleasant thing to work in competition with others it seems almost a necessity. You can sympathize. »
2. ↑  « Most scientists of the day recoiled to find that Cope's feud with Marsh had become front-page news. Those closest to the scientific fields under discussion, geology and vertebrate paleontology, certainly winced, particularly as they found themselves quoted, mentioned, or misspelled. The feud was not news to them, for it had lurked at their scientific meetings for two decades. Most of them had already taken sides. »
3. ↑  « The dinosaurs that came from [Como Bluff] not only filled museums, they filled magazine articles, textbooks, they filled people's minds. »